# 中華民國陸軍步兵訓練指揮部

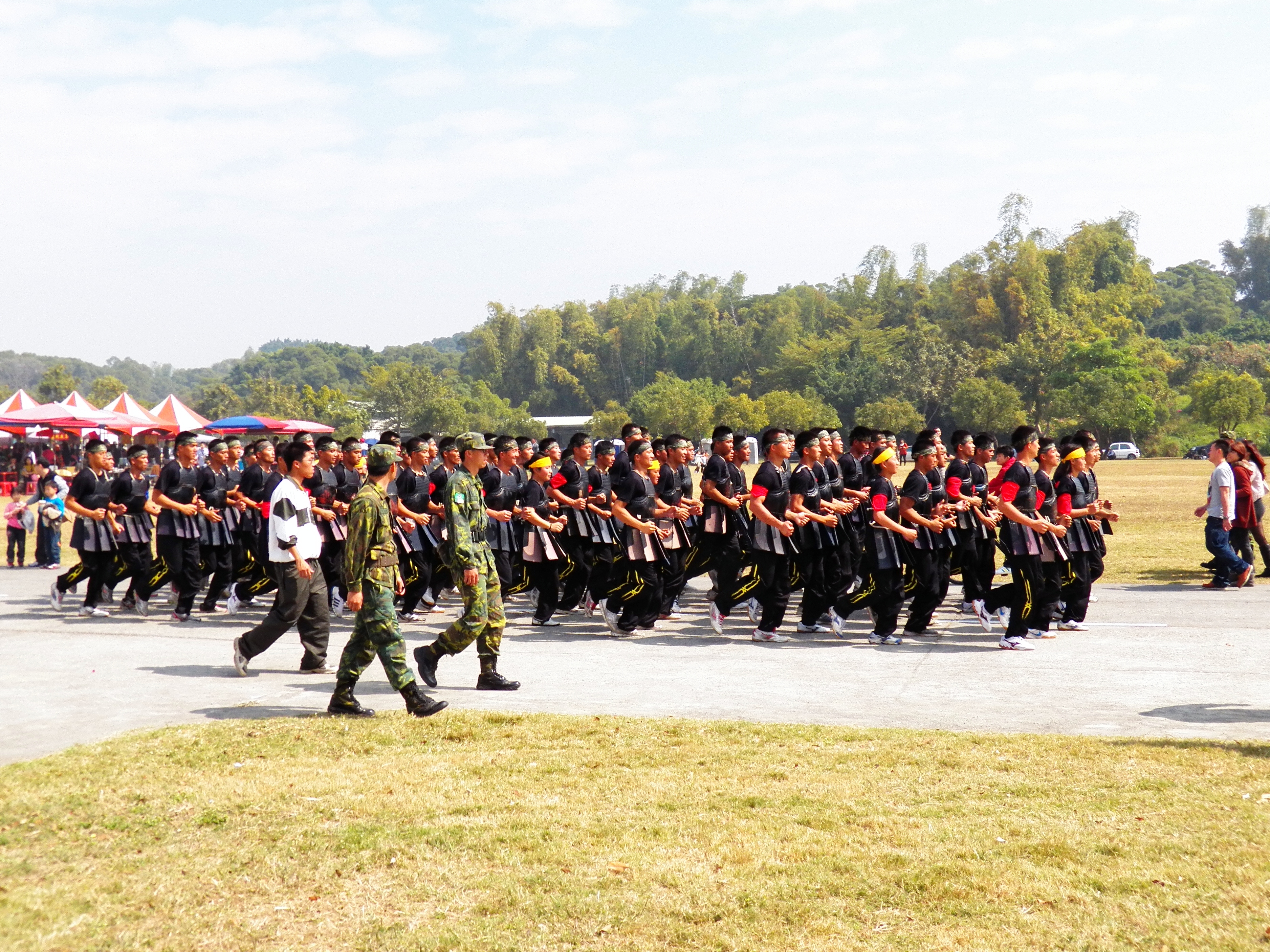
體幹班學員

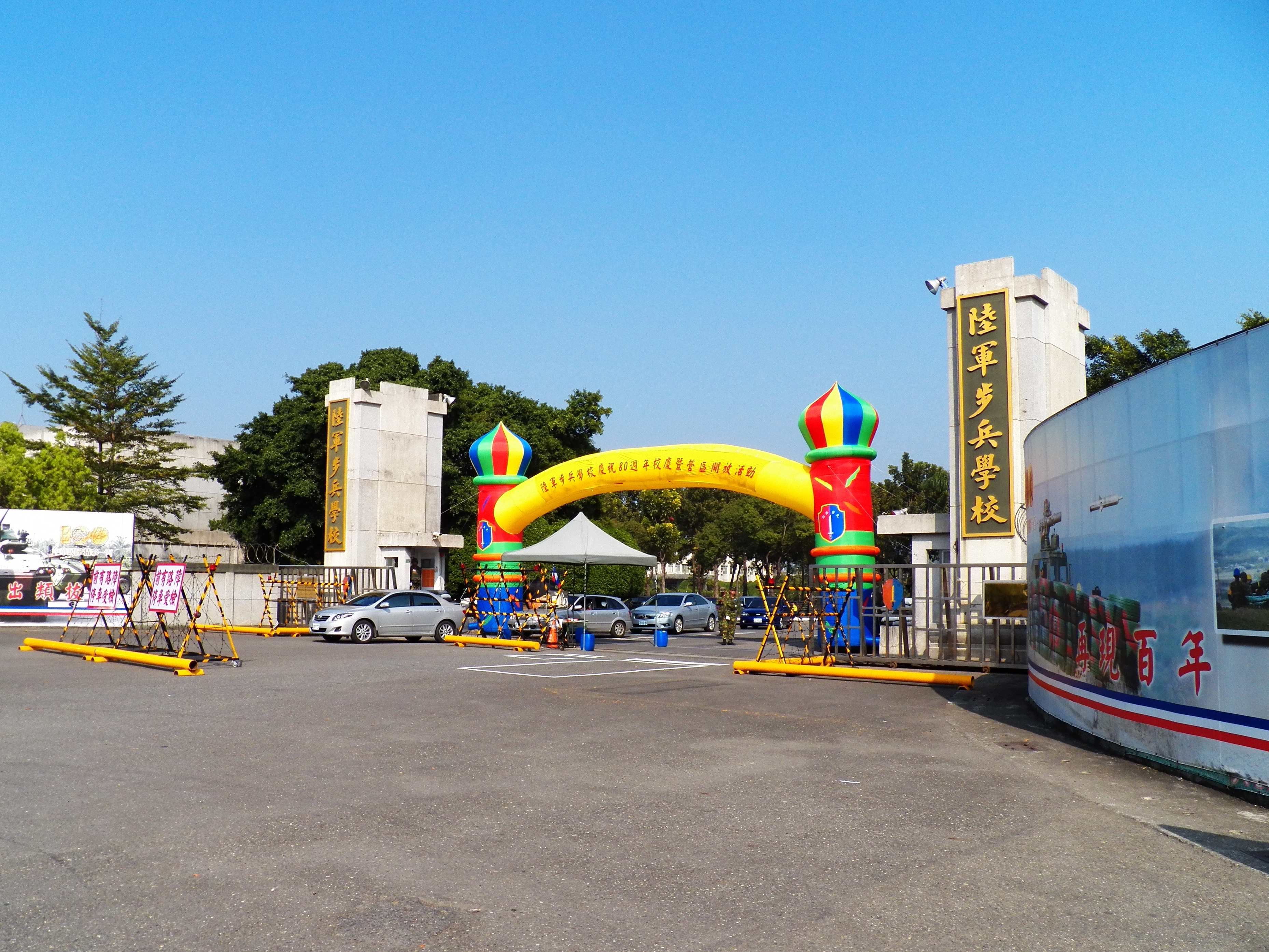
步兵學校正門。

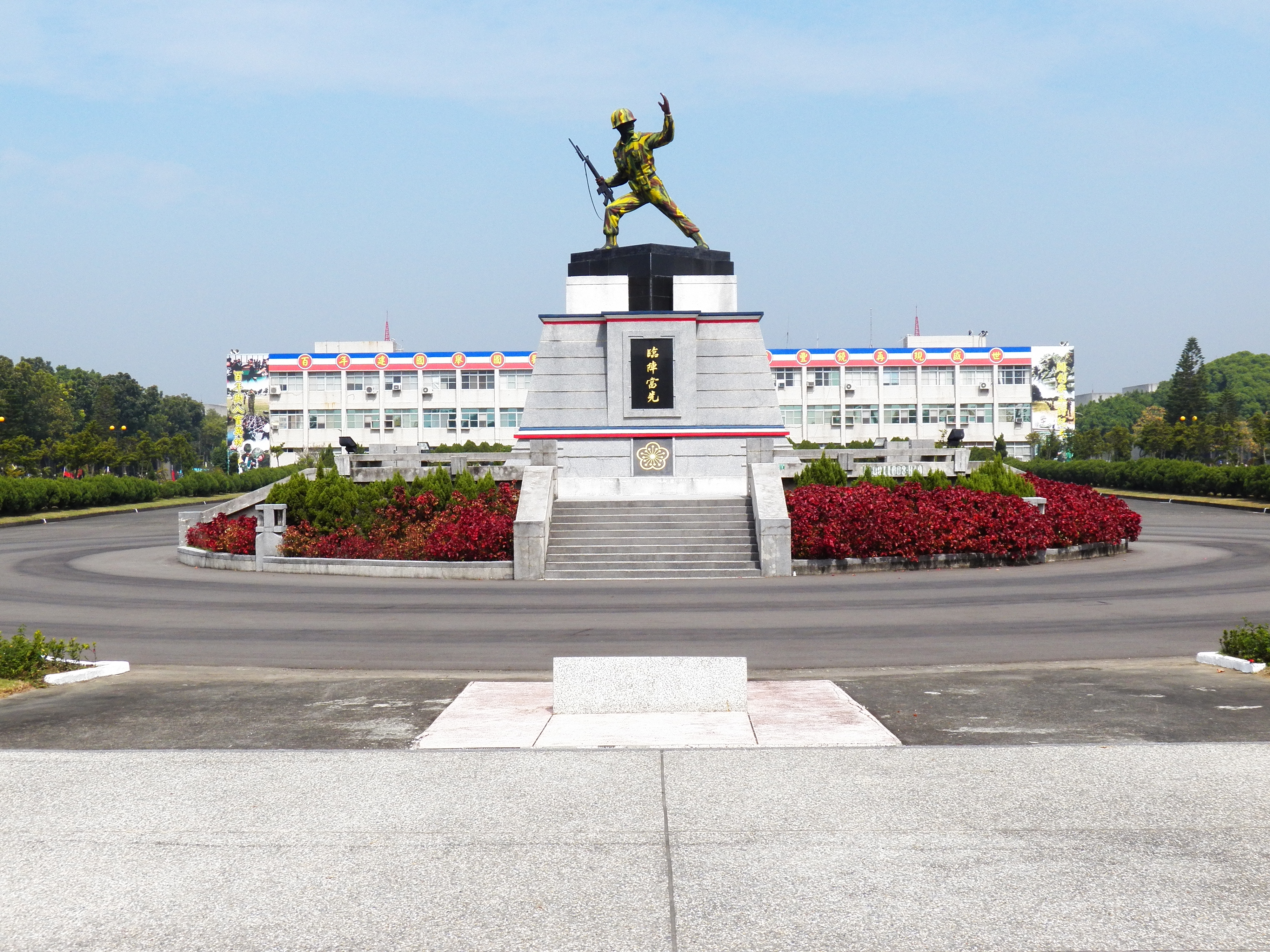
精神堡壘與指揮部。

陸軍步兵訓練指揮部，簡稱步訓部，原稱「陸軍步兵學校」，隸屬於中華民國陸軍教育訓練暨準則發展指揮部，位於中華民國高雄市鳳山區，該校畢業學員生得授予軍事學資或文憑。

## 歷史沿革

### 校務籌備時期（1930年～1937年7月）
- 1930年冬，陆军中将王俊奉命筹建陆军步兵学校。彼时国军序列中派系极多，编制混乱，在军事教育及日常训练中更是“博采”苏、德、日众家，杂乱无章。步兵为军中主兵，编制一份适合国军特点的步兵操典、统一步兵教育之指导思想，实已刻不容缓，因受「九一八」日本侵華戰爭 之影響，一度停頓。
- 1932年2月12日，於南京三牌楼三十三标营房（军政部对面）成立「陸軍步兵學校」，任命王俊中將 為本校首任校長，開始第一期學員隊之教育訓練。（步校在南京共办了三期学员队，步校学员队第二期于1933年11月开学，1934年5月毕业。后因中日关系紧张，部队急需用人，遂专办各种短期训练班。）
- 1933年2月，成立校官研究班，7月成立技術訓練班，9月成立機關砲訓練班。
- 1933年10月，練習隊擴編為步兵第一、二連。
- 1934年12月，成立射擊訓練班。
- 1935年1月，增設馬術班。
- 1936年2月，增設重機槍訓練班， 9月增設政治組。
- 中國抗日戰爭及第二次國共內戰期間曾遷至湖南、貴州等地。

### 戰教時期（1937年～1950年）
- 1937年9月，奉軍訓部令，增設教育處、研究處、總務 處、游動教育班、軍士教導團及擴大練習隊編制。
- 1937年10月，為配合對日長期抗戰政策，奉命西遷湖南湘潭。
- 1938年8月，奉命由湖南（湘潭）遷移廣西全縣，校部遷至咸水鎮（塘頭腳村）。
- 1939年2月，因戰事推移，奉命遷移至廣西縣洛垢鎮。
- 1940年，於甘肅臨洮與廣西全州分別成立西北、西南分校。
- 1942年，奉令恢复办第四期学员队。
- 1947年夏，遷回南京湯山彈道研究所，於9月召訓初級班。
- 1948年4月，成立高級教官班，於10月召訓高級班第一期。
- 1949年2月，徐州會戰後，大軍退守江南，政府遷廣州，本校奉令南遷到廣東省樂昌，4月高級班第一期畢業。6月遷校到海南島，因戰事影響成立教導總隊，並由廣西撥兵至江西保安團，擴編為教導師，由溫鳴劍中將、李鐵君中將先後任師長，成為海南島防衛主要部隊。
- 1950年3月，奉命遷校來台，同年4月奉國防部電令「茲核定步兵學校於本年四月一日撤銷」停辦，人員撥編為第四軍官訓練班。

### 在台復校擴展時期（1952年～迄今）
- 1952年1月16日，在臺灣省高雄縣鳳山鎮（今高雄市鳳山區）灣子頭復校，奉命成立儲備軍官班及軍校幹訓班總隊，同年8月配合整軍需要，成立汽車保養訓練隊。
- 1954年，奉命擔任後備軍官訓練工作
- 1957年秋，接受大專畢業生（預備軍官）入伍訓練，遂成立第三總隊。
- 1958年，成立政工軍官班，召訓各部隊中未曾接受軍事訓練之政工幹部，成立突擊訓練組及突擊隊，負責各部隊突擊作戰技術之專精訓練。
- 1969年12月16日，因「嘉禾專案」與陸軍步兵訓練指揮部併編，更名為「陸軍步兵訓練指揮部暨步兵學校」隸屬陸軍訓練作戰發展司令部，並增設訓練處與作戰發展室。
- 1979年7月1日，因「崑崙專案」，改隸陸軍總司令部。
- 1996年7月1日，陸軍總部指示，步兵幹部應具備「徒步步兵」與「裝甲步兵」之專業學能，故將裝甲步兵回歸步兵體系。
- 1996年，因「精實案」組織調整，裁撤學員大隊第五中隊、士官大隊第五中隊，訓練處擴編為新訓科、部隊科，總教官室一般組改為裝步戰術組。
- 1998年9月，配合「精實案」，陸軍第一部隊訓練考核指揮部（北考部）與裝甲兵部隊訓練中心整編為「陸軍部隊訓練北區聯合測考中心」，隸屬陸軍總司令部。陸軍第二部隊訓練考核指揮部（南考部）改編為「陸軍部隊訓練南區聯合測考中心」。
- 2002年1月1日，陸軍總部指示將反裝甲部隊正式回歸步兵體系。
- 2004年7月，因應「精進案」組織調整，「陸軍部隊訓練南區聯合測考中心」改隸陸軍教育訓練暨準則發展司令部。
- 2007年，「陸軍部隊訓練南區聯合測考中心」改隸回陸軍步兵訓練指揮部暨步兵學校。
- 2011年，因應「精粹案」組織調整，「陸軍部隊訓練南區聯合測考中心」改隸陸軍教育訓練暨準則發展指揮部。
- 2013年12月13日，改編「陸軍步兵訓練指揮部」[1][2]。
- 2014年11月，配合「精粹案」組織調整，「陸軍部隊訓練南區聯合測考中心」解配回編「陸軍步兵訓練指揮部」，改隸陸軍步訓部。
- 2021年，「陸軍部隊訓練南區聯合測考中心」改隸回「陸軍教育訓練暨準則發展指揮部」。

## 校徽介紹
- 「臨陣當先」

乃步兵本色，為步兵幹部的傳統校訓，步兵軍士官精神就是「跟我來」、「有我在」、「跟我做」的領導風格。
- 「刃」與「盾」

刃代表「攻必克」，盾代表「守必固」，展現出步兵能達成任何艱困的作戰任務。
- 「鐵」代表善用武器，「血」代表愛國忠心，展現出步兵無畏精神與勇猛頑強之作風。
- 「紅、藍、白」為中華民國國旗三色「青天、白日、滿地紅」，表示愛國情操與捍衛領土的決心。

## 陸軍步兵訓練指揮部部歌
林慶培 曲    程邦治 詞

臨陣當先　決戰致勝　我們步兵為主兵
風雨不足畏　地形任縱橫
勇猛頑強殲敵建功
忠誠精實　名將多出自吾校
不怕苦　不怕死　光民族　復國土
碧血丹心　為國干城
發揚吾校精神　發揚吾校精神

## 任務
步兵訓練指揮部顧名思義，即專責於步兵之訓練。至此處受訓者包含幹部（接受更高級的步兵課程），班隊有正規班、官分班、專分班、義務役預官班、志願役預官班及志願役指職預官班、士官高級班、常士分科班、領導士官班、志願役指職士官班、預備士官班及體幹班、師資班等不同班隊，此外尚有各式武器專長訓練，步兵接受步兵戰鬥教育訓練（即專長訓練），經鑑測合格後，指揮部會頒發結訓證書，並任命步兵官科的軍官及士官，也會頒給任官令，使成為一名優秀合格的國軍幹部。

## 編組
步兵訓練指揮部為國軍規模最大的專業訓練單位，並負責全軍步兵職類幹部本職學能鑑測，以及國軍官兵基本體能鑑測，每年前來接受專長訓練、各類進修班隊與鑑測的軍官、士官、士兵、軍校學生與後備軍人，人數平均超過5萬人，所轄行政單位為計畫考核處、部隊訓練處、總務處、政戰綜合處、作戰發展室、主計室、資訊圖書中心與醫務所等。

## 隊名由來
溯自民國21年建校於南京(金陵)湯山，同一時期砲兵學校、工兵、交通輜重學校，亦於南京週邊地區建校。然而國軍遷台後，砲兵學校首先於台南四分子復校，並以前南京湯山為由，將砲校所在地率先稱為「湯山營區」，稍後步兵學校亦於高雄鳳山復校， 所在營區則取金陵湯山之義，命名為「金湯營區」以茲紀念，並意喻步兵戰力「固若金湯」；而在台北內湖復校的工兵學校，則稱所在地為「金陵營區」，並在1980年續遷至高雄燕巢。

## 歷任指揮官兼校長
| 指揮官兼校長 | 指揮官兼校長 | 指揮官兼校長                  | 指揮官兼校長    | 指揮官兼校長 |
| 歷任         | 姓名         | 任期時間                      | 備註            |              |
| ------------ | ------------ | ----------------------------- | --------------- | ------------ |
| 首任         | 王俊         | 1932年2月12日–1935年10月10日  | 北京軍官預校4期 |              |
|              | 蔣中正       | 1935年10月10日-1948年1月1日   | 保定軍校第1期   |              |
|              | 周鴻恩       | 1948年1月1日–1949年4月1日     | 黃埔軍校第1期   |              |
|              | 溫鳴劍       | 1949年4月1日-1950年4月1日     | 粵軍講武堂      |              |
|              | 林森木       | 1952年1月15日-1952年8月16日   | 西北陸軍幹校1期 |              |
|              | 龔愚         | 1952年8月16日–1954年7月1日    | 黃埔軍校第6期   |              |
|              | 吳文芝       | 1954年7月1日-1956年6月16日    | 黃埔軍校第10期  |              |
|              | 尹學謙       | 1956年6月16日-1957年9月16日   | 黃埔軍校第10期  |              |
|              | 張立夫       | 1957年9月16日–1960年5月20日   | 黃埔軍校第8期   |              |
|              | 黃毓峻       | 1960年5月22日-1962年9月20日   | 黃埔軍校第10期  |              |
|              | 陳德煌       | 1962年11月1日-1965年4月1日    | 黃埔軍校第10期  |              |
|              | 韓斌         | 1965年4月1日–1969年5月16日    | 黃埔軍校第10期  |              |
|              | 陳斯祿       | 1969年5月21日-1969年12月1日   | 黃埔軍校第16期  |              |
|              | 傅西來       | 1969年12月1日-1970年9月1日    | 黃埔軍校第12期  |              |
|              | 楊敬斌       | 1970年9月16日–1972年9月1日    | 黃埔軍校第17期  |              |
|              | 宋心濂       | 1972年9月16日-1975年3月1日    | 黃埔軍校第16期  |              |
|              | 林仲連       | 1975年3月1日-1977年4月21日    | 黃埔軍校第16期  |              |
|              | 呂錫明       | 1977年4月21日–1978年6月30日   | 黃埔軍校第16期  |              |
|              | 向華超       | 1978年7月10日-1980年1月16日   | 黃埔軍校第12期  |              |
|              | 程邦治       | 1980年1月16日–1983年1月31日   | 黃埔軍校第22期  |              |
|              | 李楨林       | 1983年7月1日-1985年12月16日   | 陸軍官校第25期  |              |
|              | 王明洵       | 1985年12月16日–1988年3月1日   | 陸軍官校第24期  |              |
|              | 劉能寬       | 1988年3月1日-1990年3月1日     | 陸軍官校第25期  |              |
|              | 丁渝洲       | 1990年3月1日–1993年7月5日     | 陸軍官校第35期  |              |
|              | 謝建東       | 1993年7月5日-1995年8月31日    | 陸軍官校第36期  |              |
|              | 張鑄勳       | 1995年9月1日–1997年6月30日    | 陸軍官校第37期  |              |
|              | 楊建中       | 1997年7月1日-1999年7月15日    | 陸軍官校第38期  |              |
|              | 王根林       | 1999年7月16日–2002年2月28日   | 陸軍官校第40期  |              |
|              | 武劍剛       | 2002年3月1日-2005年3月31日    | 陸軍官校第42期  |              |
|              | 黃奕炳       | 2005年4月1日–2006年10月31日   | 陸軍官校第45期  |              |
|              | 劉鴻鳴       | 2006年11月1日-2008年3月15日   | 陸軍官校第42期  |              |
|              | 朱玉書       | 2008年3月16日–2009年10月1日   | 陸軍官校第46期  |              |
|              | 潘家宇       | 2009年10月1日-2011年6月30日   | 陸軍官校第47期  |              |
|              | 黃承華       | 2011年7月1日–2015年1月31日    | 陸軍官校第49期  |              |
|              | 郭力升       | 2015年2月1日-2016年6月1日     | 陸軍官校第56期  |              |
|              | 呂坤修       | 2016年6月1日–2018年12月27日   | 陸軍官校第57期  |              |
|              | 黃先任       | 2018年12月28日-2022年10月31日 | 陸軍官校第59期  |              |
|              | 陳信助       | 2022年11月1日-2025年3月31日   | 陸軍官校第62期  |              |
|              | 朱庸邦       | 2025年4月1日-迄今             | 陸軍官校專15期  |              |

## 引用
1. ↑  王烱華; 趙元彬（攝）. . 臺北: 蘋果日報. 2013年10月21日  [2014年5月8日]. （原始内容存档于2017年10月5日）.
2. ↑  張立臻; 阮正霖. . 軍事新聞通訊社 (臺北: 青年日報社). 2014-04-02. [永久]

## 外部連結
- 陸軍步兵訓練指揮部